# خس صفصافي
الخس الصفصافي  أو مرير أو زفرة أو لبينة أو لبين الشيخ نوع نباتي عشبي يتبع جنس الخس من الفصيلة النجمية.

## الموئل والانتشار
ينتشر في المشرق العربي وحوض البحر الأبيض المتوسط. أدخل إلى مناطق العالم الجديد.

## الوصف النباتي
نبات عشبي ثنائي الحول. الأوراق متموضعة مباشرة على الساق (دون عنيقة)، ولها أشواك صغيرة على جانبيها وفي الوسط.